# 蒙迪迪耶区
蒙迪迪耶区（法語：arrondissement de Montdidier）是法国上法蘭西大區索姆省所辖的一个区。总面积781.9平方公里，总人口47469，人口密度61人/平方公里（2018年）。主要城镇为蒙迪迪耶。

## 辖区
蒙迪迪耶区辖有109个市镇。